# Aleksandra Kiełb-Szawuła
Aleksandra Kiełb-Szawuła, znana jako Ola Kiełb (ur. 1962 w Koszalinie) – polska wokalistka, autorka tekstów, poetka.

## Życiorys
Absolwentka Wydziału Filologii Polskiej i Klasycznej UAM (1986). W latach 1984–1989 była wokalistką w zespole Stare Dobre Małżeństwo. Wydała cztery płyty solowe: Lepsze widoki (1991), Niedojrzałe czereśnie (1994), Na rozstajach słów (2004) oraz W Nanibowie (2011). W 1994 zamieszkała w Ostrowie Wielkopolskim, gdzie śpiewa w zespole Wyspa i zajmuje się działalnością kulturalną. W 1999 wydała wspomnienia z okresu śpiewania w SDM zatytułowane Stare Dobre Małżeństwo, czyli Jak to się robi. Udziela się gościnnie w zespole Do Góry Dnem. Od 2012 występuje w zespole U Studni.